# FC Shakhtar-3 Donetsk
El FC Shakhtar-3 Donetsk fue un equipo de fútbol de Ucrania que alguna vez jugó en la Segunda Liga de Ucrania, la tercera división de fútbol en el país.

## Historia
Fue fundado en el año 2000 en la ciudad de Donetsk como el segundo equipo filial del FC Shajtar Donetsk, equipo que estaba compuesto principalmente por jugadores de categoría sub-20, aunque sus jugadores podían integrar al primer equipo cuando fuera necesario.
El club debuta en la Segunda Liga de Ucrania en la temporada 2000/01 donde termina en el octavo lugar del grupo C, pero con la curiosidad de que en la Copa de Ucrania avanzaron hasta la ronda de octavos de final, la que fue su única participación en el torneo de copa nacional.
En las temporadas 2002/03 y 2003/04 el club termina en cuarto lugar de su grupo, pero no podía ascender a la Primera Liga de Ucrania por la presencia del FC Shakhtar-2 Donetsk en esa liga. Tras la desaparición del segundo equipo en 2006, el club se convierte en primer equipo filial, y juega en la Copa de la CEI 2009 en lugar del primer equipo, con lo que participa internacionalmente por primera vez, pero no pudieron avanzar más allá de la fase de grupos.
En la temporada 2012/13 estuvieron cerca de lograr el ascenso a la Primera Liga de Ucrania pero terminaron en tercer lugar y no lo lograron. Participaron dos temporadas más en la tercera división y tras terminar la temporada 2014/15 se rumoraba que la gerencia del FC Shakhtar Donetsk iba a desaparecer al club, decisión que fue confirmada por la idea de que el FC Shakhtar Donetsk iba a concentras sus esfuerzos en el desarrollo de jugadores en la UEFA Youth League.

## Temporadas
| Temporada    | Liga   | Pos. | J  | G  | E | P  | GF | GC | PTS | Copa[n 1] |
| ------------ | ------ | ---- | -- | -- | - | -- | -- | -- | --- | --------- |
| 2000–01      | 3ª "C" | 8    | 30 | 11 | 7 | 12 | 32 | 38 | 40  | 1/16      |
| 2001–02      | 3ª "C" | 7    | 34 | 17 | 4 | 13 | 53 | 40 | 55  |           |
| 2002–03      | 3ª "C" | 4    | 28 | 17 | 6 | 5  | 37 | 22 | 57  |           |
| 2003–04      | 3ª "C" | 4    | 30 | 18 | 1 | 11 | 55 | 36 | 55  |           |
| 2004–05      | 3ª "C" | 12   | 28 | 7  | 5 | 16 | 35 | 55 | 26  |           |
| 2005–06      | 3ª "C" | 11   | 24 | 8  | 2 | 14 | 32 | 38 | 26  |           |
| 2006–07      | 3ª "B" | 8    | 28 | 10 | 6 | 12 | 42 | 50 | 36  |           |
| 2007–08      | 3ª "B" | 7    | 34 | 15 | 8 | 11 | 57 | 50 | 53  |           |
| 2008–09      | 3ª "B" | 5    | 34 | 17 | 7 | 10 | 66 | 40 | 58  |           |
| 2009–10      | 3ª "B" | 7    | 26 | 10 | 6 | 10 | 33 | 29 | 36  |           |
| 2010–11      | 3ª "B" | 7    | 22 | 8  | 5 | 9  | 38 | 27 | 29  |           |
| 2011–12      | 3ª "B" | 8    | 26 | 10 | 1 | 15 | 45 | 56 | 31  |           |
| 2012–13[n 2] | 3ª "B" | 2    | 24 | 15 | 3 | 6  | 57 | 22 | 48  |           |
| 2012–13[n 2] | 3ª "2" | 3    | 34 | 20 | 5 | 9  | 72 | 37 | 65  |           |
| 2013–14      | 3ª     | 10   | 35 | 16 | 2 | 17 | 47 | 50 | 50  |           |
| 2014–15      | 3ª     | 7    | 27 | 8  | 6 | 13 | 38 | 44 | 30  |           |

## Entrenadores
| - Viktor Hrachov (2000-02) - Yuriy Hulyayev (2001) - Yevhen Yarovenko (2003-05) - Ihor Dybchenko (2005-06) - Ihor Leonov (2006-08) | - Serhiy Popov (2007) - Valeriy Rudakov (2008-09) - Serhiy Kovalyov (2009-13) - Oleksandr Funderat (2010-13) - Valeriy Rudakov (2013-15) |